# Брадфорд (Арканзас)
Брадфорд (енгл. Bradford) град је у америчкој савезној држави Арканзас.

## Демографија
По попису из 2010. године број становника је 759, што је 41 (-5,1%) становника мање него 2000. године.
| Група             | 2000.       | 2010.       |
| Белци             | 781 (97,6%) | 724 (95,4%) |
| Афроамериканци    | 1 (0,1%)    | 10 (1,3%)   |
| Азијати           | 0 (0,0%)    | 0 (0,0%)    |
| Хиспаноамериканци | 11 (1,4%)   | 5 (0,7%)    |
| Укупно            | 800         | 759         |